# 塩水選
塩水選（えんすいせん）は、播種に先立ち、良好な生育の望める充実した種子を選別する選種法のひとつで明治期に開発された技法。種子を一定の比重（濃度）の食塩水に入れ、浮いたものを取り除き、沈んだものを種子として採用することで、比重の大きな充実した種子を選び出すものである。横井時敬の創案により、イネ、オオムギなどに行う。にがり水を用いることもある。

## 概要
まず濃厚な食塩水を槽に作る。これをコップなどにとり、一握の種子を入れる。もし沈むものがないならば、槽内に水を加えて薄め、再びこれをコップなどにとる。再度、一握の種子を入れ、そのうちの極めて少量の種子が沈む濃度を見て、この濃度の槽内での全種子の浮沈で選別する。こうして少量の種子が沈んだとき、笊(ざる)などを槽内に入れる。沈んだ種子の上に置き、浮かんでいる種子を笊上の液面に置いて、水を少量ずつ入れれば、初めは極少量ずつ沈んでゆくが、ある比重に達すると一度に多量の種子が沈んでゆく。ここで選別を終え、大半の種子が沈んだとき、なおも水面上に浮かぶ種子を取り除いて笊を引き上げ、笊の中の種子を採用する。全種子の半量から3分の2は笊に残るのが普通である。